# رودس، نیو ساوت ولز
رودس (به انگلیسی: Rhodes) یک حومه شهر در استرالیا است که در نیو ساوت ولز واقع شده‌است.